# Villars-sous-Yens
Villars-sous-Yens is een gemeente en plaats in het Zwitserse kanton Vaud, en maakt deel uit van het district Morges.
Villars-sous-Yens telt 542 inwoners.